# Красногорське міське поселення
Красного́рське міське поселення (рос. Красногорское городское поселение) — муніципальне утворення у складі Звениговського району Марій Ел, Росія. Адміністративний центр — селище міського типу Красногорський.

## Історія
Станом на 2002 рік існували Красногорська селищна рада (смт Красногорський, селища Ілеть, Кирпичний, Трубний) та Кожласолинська сільська рада (село Кожласола, присілки Енервож, Кушнур, Озерки, Ошут'яли, Ташнур, Янашбеляк).

## Населення
Населення — 9268 осіб (2019, 10295 у 2010, 11046 у 2002).

## Склад
До складу поселення входять такі населені пункти:
| Населений пункт                      | Населення, осіб (2002) | Населення, осіб (2010) |
| ------------------------------------ | ---------------------- | ---------------------- |
| Енервож, присілок                    | 106                    | 102                    |
| Ілеть, селище                        | 509                    | 462                    |
| Кирпичний, селище                    | 105                    | 92                     |
| Кожласола, село                      | 1677                   | 1635                   |
| Красногорський, селище міського типу | 7152                   | 6699                   |
| Кушнур, присілок                     | 209                    | 202                    |
| Озерки, присілок                     | 126                    | 111                    |
| Ошут'яли, присілок                   | 127                    | 84                     |
| Ташнур, присілок                     | 324                    | 291                    |
| Трубний, селище                      | 572                    | 522                    |
| Янашбеляк, присілок                  | 139                    | 95                     |